# Abdon (martelaar)
Abdon (Hebr. knechtje) ook geschreven als Abdo of Abdus, was een heilige afkomstig uit het Perzische Rijk die, samen met de heilige Sennen, te Rome in ca. 250 werd gedood.
Ze worden door de Rooms-katholieke kerk beschouwd als Christelijke martelaren, met als naamdag 30 juli. In sommige plaatsen werden ze vereerd op 20 maart, of op de eerste zondag van mei.
Behalve hun namen is er historisch over deze heiligen niets bekend, slechts dat ze martelaren waren en dat ze op 30 juli (jaar onbekend) werden begraven op de begraafplaats van Pontianus aan de Via Portuensis. Vanwege dit gebrek aan kennis worden ze niet langer vermeld op de Katholieke kalender om wereldwijd te worden herdacht, maar ze kunnen overal worden herdacht op hun naamdag, tenzij op enige plaats een andere viering aan die dag is toegewezen. Het niveau van de viering werd vroeger aangeduid als "eenvoudig" tot in 1960 de classificatie werd veranderd in "herdenking" in de Katholieke kalender van 1960.

## Verering
Hun Handelingen, grotendeels geschreven voor de 9e eeuw, beschrijft hen als Perzische martelaren onder Decius, ongeveer in het jaar 250 na Chr. De Handelingen bevatten enkele mogelijke verklaringen over de redenen en omstandigheden van hun komst naar Rome, en de aard van de martelingen. Beschreven wordt dat ze met zwaarden werden gedood en dat christenen hun lichamen meenamen. Ze werden begraven door de deken Quirinus; tijdens de regering van keizer Constantijn de Grote werden ze verplaatst naar genoemde begraafplaats, bij de poort van Rome aan de weg naar Portus.
Een fresco op de sarcofaag waarvan wordt verondersteld dat die hun resten bevatte, toont hen terwijl ze kronen van Christus ontvangen. Volgens Martigny dateert deze fresco uit de 7e eeuw. Sommige steden, met name Florence en Soissons, zeggen dat ze de lichamen bezitten. De Bollandisten zeggen echter dat ze in Rome liggen. De Benedictijner abdij Sainte Marie in Arles-sur-Tech claimt ook hun graf te bezitten.
Abdon en Sennen zijn patroonheiligen van Calasparra, Spanje. De herdenkingsdagen gaan hier terug tot de 16e eeuw.

## Kerken gewijd aan deze heiligen
- Duitsland
  - St. Abdon & Sennen Kirche, Salzgitter-Ringelheim, Nedersaksen
- Spanje
  - Hermitage van de stenen heiligen, Cullera, Valencia.[4]
  - Hermitage van de stenen heiligen, Sueca, Valencia.[5]